# Pegomya hyoscyami
Pegomya hyoscyami es una especie de díptero del género Pegomya, tribu Pegomyini, familia Anthomyiidae. Fue descrita científicamente por Panzer en 1809.
Se distribuye por casi toda Europa. Los minadores de esta especie ocupan casi toda la hoja de las plantas, donde se aprecian abundantes excrementos de color negro.